# ポワンタピートル
ポワンタピートル（Pointe-à-Pitre、アンティル・クレオール語: Pwentapit、またはLapwent）は、小アンティル諸島にあるフランスの海外県グアドループにあるコミューンである。グランド・テール島西部に位置する。同県最大の都市であり、またポワンタピートル郡の郡庁所在地となっている。
同県の主要国際空港であるポワンタピートル国際空港はポワンタピートル市街地より3km北に離れたレザビーム（Les Abymes）にある。

## 歴史
グアドループの主島があるバス・テール島とグランド・テール島の接合点という理想的な位置にあり、フランスの植民当局はポワンタピートルに都市を建設しようとしたが、1713年から1730年にかけて行われた幾つかの試みは、健康的に良くない湿地の土壌のために潰えた。
イギリスによるグアドループ侵攻 (1759年)期に湿地を見渡す高台に建設された入植地が唯一のものである。1763年にグアドループがフランスに返還された後、ガブリエル・ド・クリュー長官の元で1764年に王勅令によって都市ポワンタピートルが正式に創立され、現在ポワンタピートルのダウンタウンがある湿地は排水された。こうしてポワンタピートルは都市的発展を遂げることが可能となった。
ポワンタピートルの都市的発展はフランスの海賊船によるところも少なくない。不幸にも1780年に大火がポワンタピートル全域を覆った。63年後の1843年には今度は地震によって壊滅的被害を受けた。ポワンタピートルの歴史には幾多もの災害が爪痕を残している。1850年、1871年、1931年の火事、1851年、1897年の地震、1865年、1928年のハリケーンである。コレラが蔓延したことも何度かある。それにもかかわらずポワンタピートルがグアドループの最大都市となり、経済的発展を遂げたのは地理的好条件と避難港の存在のためである。

## 姉妹都市
- オルリー、フランス

## 出身者
- マリーズ・コンデ - 作家
- ジャン＝マルク・モルメク - ボクシング選手
- リリアン・テュラム - サッカー選手
- サン＝ジョン・ペルス - 外交官
- ロジェ・バンビュク - 陸上競技選手
- テディ・リネール - 柔道家
- ロドリグ・ボーボワ - バスケットボール選手

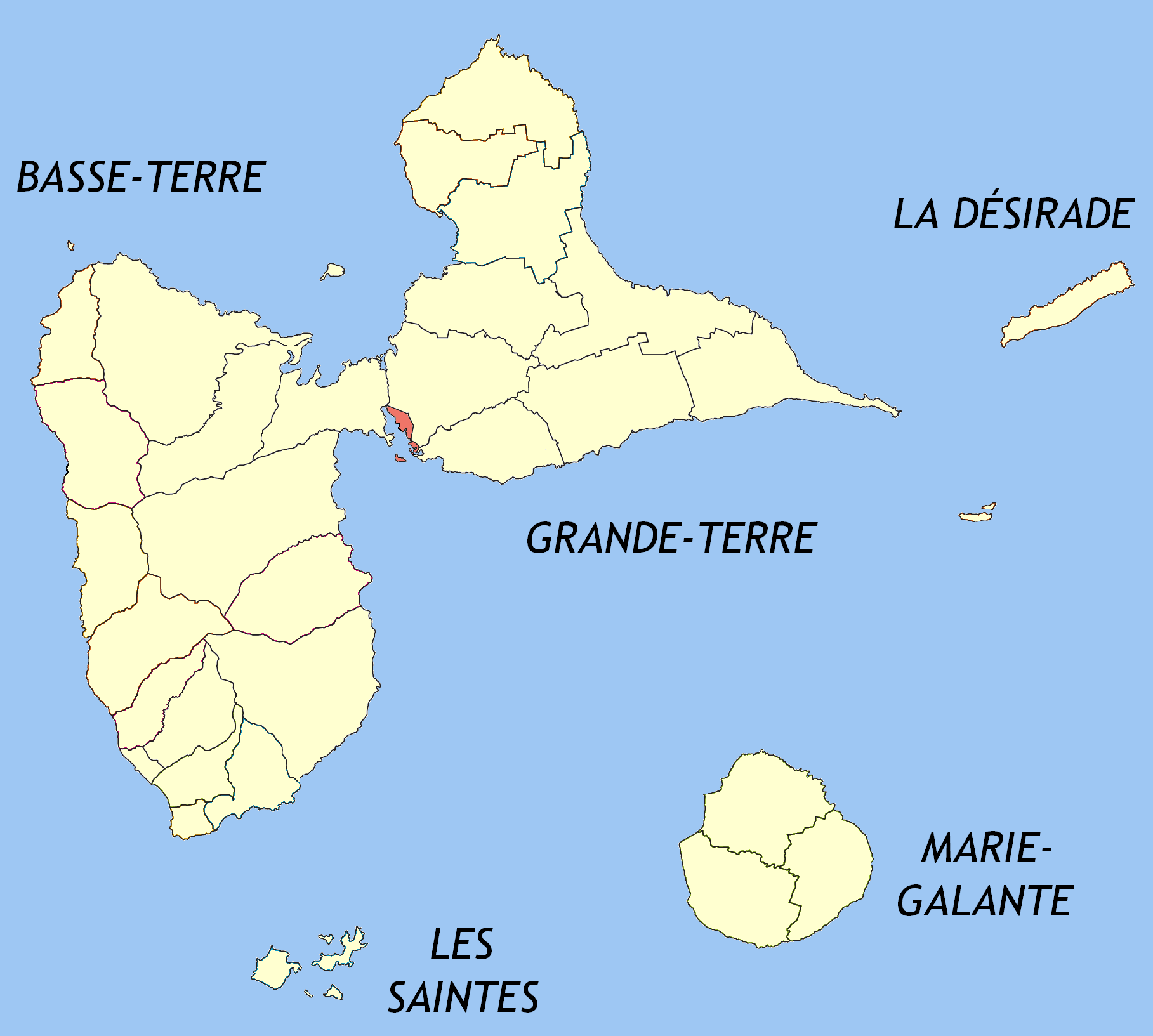
ポワンタピートルの位置

- ダヴィド・ソメイユ - サッカー選手
- フィルミーヌ・リシャール - 女優